# Alvania punctura
Espèce
Synonymes
- Alvania puncturata Locard, 1886[1]
- Rissoa punctura var. diversa Jeffreys, 1867[1]
- Rissoa punctura (Montagu, 1803)[1]
- Turbo punctura Montagu, 1803 - protonymeMontagu 1803, p. 320
- Turritella dorvilleana Leach in Gray, 1852[1]

Alvania punctura (Montagu, 1803) est une espèce de mollusques gastéropodes marins de petite taille et de la famille des Rissoidae.

## Description
La coquille peut atteindre 3 mm de hauteur pour une largeur de 2 mm environ. Elle se compose de six tours dont le dernier occupe à peu près les deux tiers de sa hauteur. L'orifice est assez régulièrement ovale, allongé presque parallèlement à l'axe de la coquille. Il y a un ombilic long et étroit. L'ornementation, très caractéristique, consiste en de fines crêtes longitudinales (disposées dans le sens de l'enroulement) qui se croisent avec des côtes transversales (presque parallèles à l'axe de la coquille) et constituent une délicate réticulation à maille carrée, laquelle est cependant absente sur les premiers tours,. Ceci permet de la distinguer aisément de Crisilla semistriata dont l'aspect est très voisin.
La coquille est de couleur jaunâtre avec des marques brun-rouge.

## Biologie
En principe l'espèce n'habite pas la zone de balancement des marées mais on peut la trouver à très faible profondeur et dans les flaques intertidales. Elle descend jusqu'à 100 mètres.

## Distribution
Alvania punctura est présente en Méditerranée et remonte dans l'Atlantique, jusqu'à la Norvège .

## Galerie

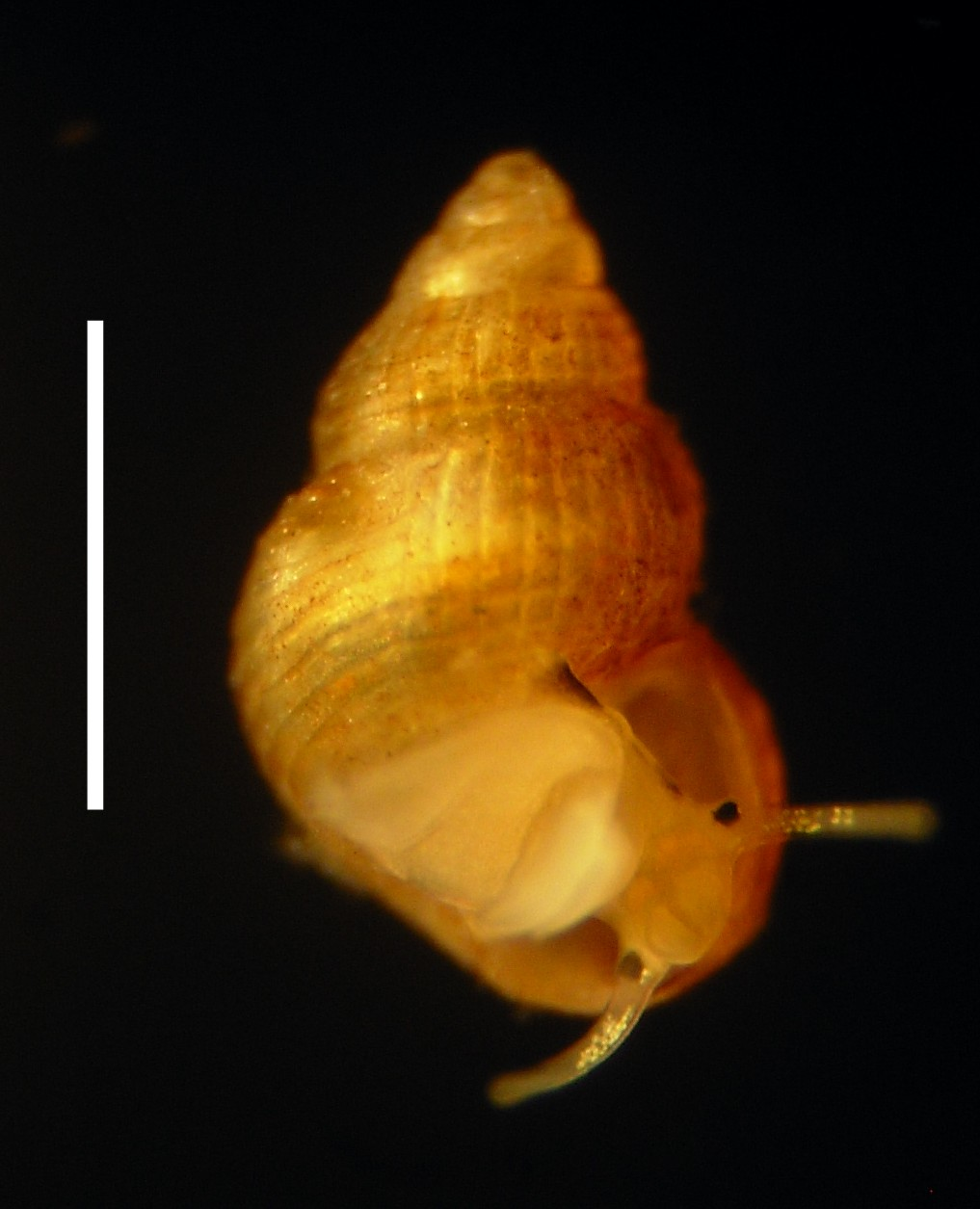
Alvania punctura, animal émergeant de sa coquille. La barre mesure 1 mm.

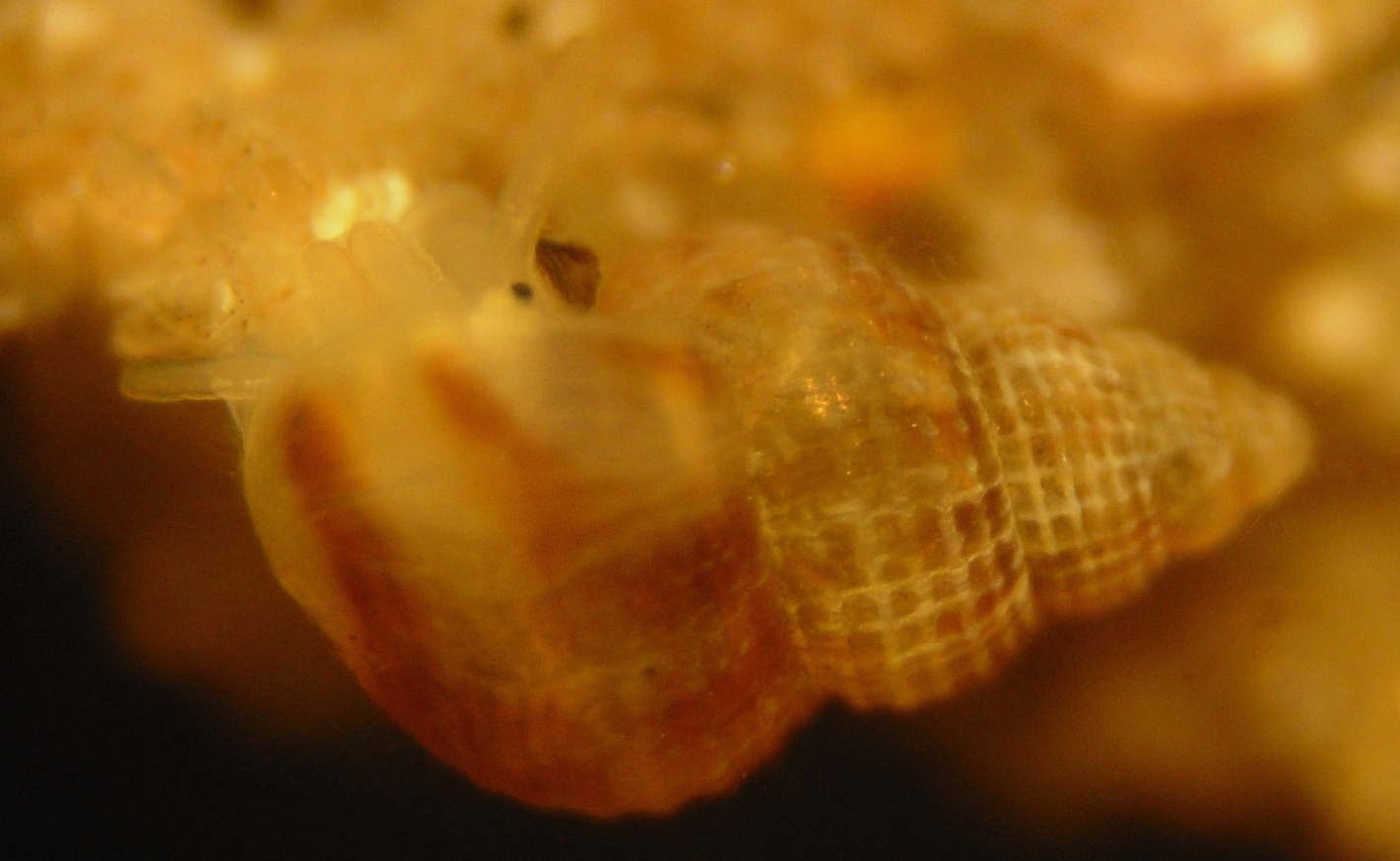
Alvania punctura, vue dorsale.

## Publication originale
- George Montagu, Testacea Britannica, or, Natural history of British shells, marine, land, and fresh-water, including the most minute: systematically arranged and embellished with figures, vol. 2, 1803 (lire en ligne), p. 293-606.